# 3925 Третьяков
3925 Третьяков (3925 Tretʹyakov) — астероїд головного поясу, відкритий 19 вересня 1977 року.
Тіссеранів параметр щодо Юпітера — 3,119.